# Сий
Сий (рум. Sâi) — село у повіті Сату-Маре в Румунії. Входить до складу комуни Валя-Вінулуй.
Село розташоване на відстані 427 км на північний захід від Бухареста, 21 км на південний схід від Сату-Маре, 107 км на північ від Клуж-Напоки.

## Населення
За даними перепису населення 2002 року у селі проживали 575 осіб.
Національний склад населення села:
| Національність | Кількість осіб | Відсоток |
| -------------- | -------------- | -------- |
| румуни         | 531            | 92,3%    |
| цигани         | 18             | 3,1%     |
| німці          | 13             | 2,3%     |
| угорці         | 11             | 1,9%     |

Рідною мовою назвали:
| Мова      | Кількість осіб | Відсоток |
| --------- | -------------- | -------- |
| румунська | 548            | 95,3%    |
| німецька  | 13             | 2,3%     |
| угорська  | 11             | 1,9%     |